# Ciclismo nos Jogos Pan-Americanos de 2007 - Perseguição individual masculino
A prova de perseguição individual masculino foi um dos eventos do ciclismo de pista nos Jogos Pan-Americanos de 2007, no Rio de Janeiro. Foi disputada no Velódromo da Barra no dia 16 de julho com 9 ciclistas, cada um representando um país.

## Medalhistas
| Ouro   | CHI Enzo Cesario     |
| Prata  | VEN Thomas Gil       |
| Bronze | ARG Fernando Antogna |

## Recordes
Recordes mundial e pan-americano antes da disputa dos Jogos Pan-Americanos de 2007.
| Tipo                             | Atleta               | Tempo    | Local      | Data                 |
| -------------------------------- | -------------------- | -------- | ---------- | -------------------- |
|                                  | Christopher Boardman | 4m11s114 | Manchester | 29 de agosto de 1996 |
| Recorde dos Jogos Pan-Americanos | Dylan Casey          | 4m29s513 | Winnipeg   | 29 de julho de 1999  |

## Resultados

### Classificatória
| Pos. | Ciclista          | CON                      | Tempo    | Velocidade  | Qual. |
| ---- | ----------------- | ------------------------ | -------- | ----------- | ----- |
| 1    | Enzo Cesario      | CHI Chile                | 4m36s996 | 51.986 km/h | QF    |
| 2    | Thomas Gil        | VEN Venezuela            | 4m38s229 | 51.755 km/h | QF    |
| 3    | Fernando Antogna  | ARG Argentina            | 4m38s363 | 51.731 km/h | QB    |
| 4    | Carlos Alzate     | COL Colômbia             | 4m40s215 | 51.389 km/h | QB    |
| 5    | Jorge Pérez       | DOM República Dominicana | 4m42s838 | 50.912 km/h |       |
| 6    | Eric Smith        | CAN Canadá               | 4m52s328 | 49.259 km/h |       |
| 7    | Segundo Navarrete | ECU Equador              | 4m55s081 | 48.800 km/h |       |
| 8    | Alex Arseno       | BRA Brasil               | 5m02s394 | 47.619 km/h |       |
| 9    | Moisés Algape     | MEX México               | 5m03s334 | 47.470 km/h |       |

### Disputa pelo bronze
| Pos. | Ciclista         | CON           | Tempo    | Velocidade  |
| ---- | ---------------- | ------------- | -------- | ----------- |
| 3    | Fernando Antogna | ARG Argentina | 4m41s327 | 51.185 km/h |
| 4    | Carlos Alzate    | COL Colômbia  | 4m42s498 | 50.973 km/h |

### Final
| Pos. | Ciclista     | CON           | Tempo    | Velocidade  |
| ---- | ------------ | ------------- | -------- | ----------- |
| 1    | Enzo Cesario | CHI Chile     | 4m37s089 | 51.968 km/h |
| 2    | Thomas Gil   | VEN Venezuela | 4m38s468 | 51.711 km/h |

## Classificação final
| Pos.              | Ciclista          | CON                      |
| ----------------- | ----------------- | ------------------------ |
| Medalha de ouro   | Enzo Cesario      | CHI Chile                |
| Medalha de prata  | Thomas Gil        | VEN Venezuela            |
| Medalha de bronze | Fernando Antogna  | ARG Argentina            |
| 4                 | Carlos Alzate     | COL Colômbia             |
| 5                 | Jorge Pérez       | DOM República Dominicana |
| 6                 | Eric Smith        | CAN Canadá               |
| 7                 | Segundo Navarrete | ECU Equador              |
| 8                 | Alex Arseno       | BRA Brasil               |
| 9                 | Moisés Algape     | MEX México               |